# 東大阪荒本出入口
東大阪荒本出入口（ひがしおおさかあらもとでいりぐち）は、大阪府東大阪市にある、阪神高速道路13号東大阪線の出入口。
第二阪奈道路開通時、近畿自動車道東大阪JCTの改良とともに設置された。特定料金区間に指定されており、ここから東寄りの出入口との相互利用は普通車200円、大型車400円となっている。第二阪奈有料道路方面からの出入口と、環状線方面から出口がある。

## 道路
- 阪神高速13号東大阪線

### 案内板
- 東大阪荒本出口　中環　八尾

## 接続する道路
- 国道308号
- 大阪府道2号大阪中央環状線

## 周辺
- 東大阪市役所
- 東大阪トラックターミナル
- 大阪府立中央図書館
- 東大阪荒本郵便局
- 東大阪大学
- 荒本駅 - 近鉄けいはんな線
- 荒本公園

## 隣
阪神高速13号東大阪線
(13-04)長田出入口/TB（TBは西行のみ） - (13-05)東大阪JCT/(13-06)東大阪荒本出入口 - (13-07)中野出入口 - (13-08)水走出入口

## 備考
環状線方面からの出口は、大阪府道2号大阪中央環状線堺方面に直結している。なお阪神高速道路の中で八尾市へ行く場合に一番便利な出口と思われる。またこの出口の、中央環状線堺方面との合流部分には合流信号が設置されているが、その手前に歩道橋があり信号機が見えにくいので注意が必要である。